# Apogon monochrous
Apogon monochrous és una espècie de peix de la família dels apogònids i de l'ordre dels perciformes.

## Morfologia
Els mascles poden assolir els 9 cm de longitud total.

## Distribució geogràfica
Es troba a Taiwan, les Filipines, Indonèsia, Papua Nova Guinea i Salomó.